# ستحملنا الريح
ستحملنا الريح (بالفارسية: باد ما را خواهد برد) هو فيلم إيراني عُرض عام 1999 من تأليف عباس كيارستمي. العنوان هو إشارة إلى عنوان قصيدة كتبتها الشاعرة الإيرانية فروغ فروخزاد. 
جاءت على العمل ملاحظات إيجابية على نطاق واسع من النقاد. في عام 1999، تم ترشيحه لجائزة الأسد الذهبي لمهرجان البندقية السينمائي. وقد فازت بجائزة لجنة التحكيم الخاصة الكبرى (الأسد الفضي)، وجائزة فيبريسي، وجائزة CinemAvvenire في المهرجان. كما حصل الفيلم على العديد من الترشيحات والجوائز الأخرى. 

## ملخص القصة
يصل بهزاد وكيوان وعلي وجهان، وهم صحفيون متنكرين في هيئة مهندسي إنتاج، إلى قرية كردية لتوثيق طقوس حداد السكان المحليين الذين يتوقعون وفاة امرأة عجوز لكنها لا تزال على قيد الحياة. يضطر «المهندس» الرئيسي إلى إبطاء وتقدير أسلوب حياة القرية. 

## ردود الفعل